# Августа Доротея Брауншвейг-Вольфенбюттельская (1666—1751)
Августа Доротея Брауншвейг-Вольфенбюттельская (нем. Auguste Dorothea von Braunschweig-Wolfenbüttel; 16 декабря 1666, Вольфенбюттель — 11 июля 1751, замок Аугустенбург под Арнштадтом) — немецкая принцесса, дочь герцога Антона Ульриха Брауншвейг-Вольфенбюттельского и его супруги Елизаветы Юлианы Гольштейн-Норбургской.

## Биография
7 августа 1684 года Августа Доротея вышла замуж в Вольфенбюттеле за графа Антона Гюнтера II Шварцбург-Зондерсгаузенского. В браке детей не было. В 1697 году Антон Гюнтер был возведён в имперские князья, его резиденция находилась в Арнштадте. В 1699 году супруг подарил Августе Доротее земельный участок, на котором по её указу был возведён к 1710 году замок Аугустенбург. В замке разместилась художественная коллекция княгини, включавшая фарфор, полотна, украшения и другие предметы искусства. После смерти супруга в 1716 году Августа Доротея вдовствовала в своём замке в течение 35 лет, занимаясь вместе со своими придворными дамами коллекцией кукол «Мон плезир». В миниатюре были воссозданы не только город-резиденция, но и рыночная площадь и ремесленные промыслы. До настоящего времени сохранилось около 400 кукол и 2600 других предметов в 82 интерьерах, уникальная коллекция демонстрируется в арнштадтском Новом дворце. Княгиня Августа Доротея потратила на своих кукол всё своё состояние, оставив после смерти крупные долги. Похоронена в церкви монастыря урсулинок в Эрфурте.